# Ludwik II brzeski
Ludwik II (ur. między 1380 a 1385, zm. 30 kwietnia 1436) – książę brzeski i legnicki z dynastii Piastów.
Syn księcia brzeskiego Henryka VII z Blizną i jego drugiej żony Małgorzaty, córki Siemowita III mazowieckiego.
Ludwik II był dwukrotnie żonaty. Pierwszą żoną była Jadwiga Zapolya (zm. 1414), córki Jana, żupana trenczyńskiego, którą poślubił przed 14 sierpnia 1409. Drugą żoną (od 1418/20) była córka elektora brandenburskiego Fryderyka I Hohenzollerna - Elżbietę, z którą miał czwórkę dzieci:
- Ludwika (ur. po 1420, zm. 1435)
- Elżbietę (ur. 5 stycznia 1426)
- Magdalenę (zm. 10 września 1497), żonę Mikołaja I opolskiego
- Jadwiga legnicka (zm. 1471) (ur. ok. 1430, zm. 21 października 1471, żonę Jana I lubińskiego.

W lipcu 1399 zmarł Henryk VII z Blizną. W październiku 1400 jego synowie podzielili ojcowiznę. Henryk IX objął w panowanie okręgi: lubiński, chojnowski i oławski wraz z miastami. Ludwik III rozpoczął rządy w Brzegu, Kluczborku i Byczynie.
17 lipca 1402 obaj przyrodni bracia pojawili się na zjeździe książąt śląskich we Wrocławiu, na którym zawarli ze sobą i innymi książętami sojusz obronny oraz zapewnili króla Czech Wacława IV Luksemburskiego o swej lojalności.
Ludwik II w 1404 udał się na pielgrzymkę do Ziemi Świętej, w czasie której został uwięziony przez Saracenów. Nieszczęsna wieść dotarła do Brzegu dopiero pod koniec roku. Henryk IX w celu odkupienia brata nałożył na mieszkańców Brzegu, a także należących do niego Chojnowa i Oławy dodatkowy podatek. Potrzebna suma 4000 grzywien została zebrana jeszcze w tym samym roku, jednakże Ludwik II wrócił na Śląsk dopiero pod koniec 1405. W czasie niewoli Ludwika, w księstwie brzeskim rządy sprawował jego brat Henryk IX.
Stosunki między braćmi popsuły się w związku z kwestią dziedziczenia księstwa legnickiego. W marcu 1409 książę legnicki i biskup wrocławski Wacław II legnicki zapisał księstwo legnickie i połowę Złotoryi Ludwikowi II. Prawa do drugiej części miasta wraz z okręgiem i 6000 grzywien czynszu z Legnicy przypadły Henrykowi IX. Wacław II zastrzegł, że Złotoryja w całości ma przypaść jednemu z braci – temu, który spłaci drugiego. W tym samym roku Ludwik II zwrócił się do Henryka IX z propozycją odkupienia jego części Złotoryi. W tym momencie książę lubiński, już wcześniej urażony faworyzowaniem przez Wacława II młodszego brata, zerwał przyjazne stosunki z przyrodnim bratem. Wkrótce spór przerodził się w otwartą wojnę, wydaną przez Henryka IX, która toczyła się w latach 1411–1414. Zażegnaniu konfliktu nie pomogły mediacje Wacława II, który usiłował przekonać księcia lubińskiego, że ma prawo rozdysponowywać swoim majątkiem według własnego uznania. Ostatecznie 16 marca 1413 r. Wacław zrezygnował z władzy nad Legnicą i oddał ją Ludwikowi II. Bratobójczą wojnę przerwał dopiero król Czech Wacław IV Luksemburski, który zakazał swoim wasalom prowadzenia dalszych walk. Bracia przy pomocy Wacława II zawarli pokój i wydali dokument o wzajemnym dziedziczeniu. Mieszkańcy księstwa legnicko-złotoryjskiego złożyli hołd obydwu książętom.
Ludwik II był uczestnikiem soboru w Konstancji; odwiedził też Granadę, Portugalię i Kastylię.

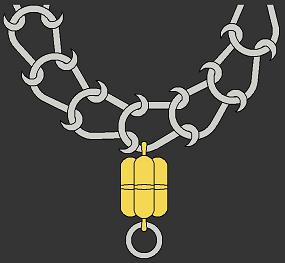
Insygnia "Rudenbandu".

Ludwik II w 1419 dostał w dożywotnie władanie Karniów, a w 1427 przyłączył Strzelin. 
W 1413 zastawił Kluczbork, Wołczyn i Byczynę księciu oleśnickiemu Konradowi VII Białemu, które wykupił w 1420, ale następnie zastawił w 1434 książętom opolskim.
Ludwik II był założycielem rycerskiego stowarzyszenia o nazwie "Rudenband" (Związek Psów Gończych, można tłumaczyć też jako "Obroża Psa Gończego", taka była odznaka noszona przez jego członków), stowarzyszenie powstało w 1413 r., należeli do niego m.in. książęta Wacław II legnicki, Przemysł opawski, Jan żagański, Konrad Starszy oleśnicki i Konrad Młodszy oleśnicki. Książę Ludwik II był też członkiem założonego przez króla Węgier Zygmunta Luksemburczyka Zakonu Smoka.